# Namloser Wetterspitze
De Namloser Wetterspitze is een 2553 meter hoge bergtop in de Lechtaler Alpen in de Oostenrijkse deelstaat Tirol.
De berg, grotendeels bestaande uit Hauptdolomit, is gelegen tussen Namlos in het noorden en Bschlabs in het zuiden. De bergtop is het makkelijkst te bereiken vanuit Namlos door het dal van de Brentersbach of vanaf Hahntennjoch, de pas lopend tussen Imst en Elmen in het Lechtal, via de Anhalter Hütte.
Deze Wetterspitze moet niet verward worden met de eveneens in de Lechtaler Alpen gelegen Holzgauer Wetterspitze, een 2895 meter hoge berg die verder naar het zuidwesten gelegen is.
Vanuit Namlos volgt men de weg naar de Anhalter Hütte, die langs de Brentersbach loopt. Bij de splitsing van de beek en de weg voor de Imster Mitterberg wordt rechts aangehouden en de weg naar de hut wordt verlaten op een hoogte van 1800 meter hoogte, om rechts via steile haarspeldbochten van de Anhalter Höhenweg naar de Grubigjoch te voeren, waarna het laatste stuk naar de top van de Namloser Wetterspitze volgt. Bij droog weer zijn er behalve geregelde blikken in het diepe geen noemenswaardige klimmoeilijkheden. In de Alpenvereinsführer wordt voor de tocht een standaardduur van vier uur van Namlos tot aan de top gerekend.
Vanaf de rijweg over Hahntennjoch wordt ongeveer twee uur gerekend voor de tocht over de Steinjöchl naar de Anhalter Hütte. Van daaruit voert het in vier uur via de Anhalter Höhenweg naar de top. De laatste 700 hoogtemeters volgen dezelfde route als de route vanuit Namlos.